# Caligavis
Caligavis és un gènere d'ocells de la família dels melifàgids (Meliphagidae).

## Taxonomia
Segons la classificació del Congrés Ornitològic Internacional (versió 14.2, 2024) aquest gènere està format per tres espècies:
- Caligavis chrysops - menjamel caragroc[3]
- Caligavis obscura - menjamel orellut[4]
- Caligavis subfrenata - menjamel gorjanegre[5]